# Губной староста
Губной староста — выборный представитель земской власти в Русском государстве с первой половины XVI века до 1702 года. Территория, на которую распространялась его власть, называлась губа.
Губные старосты появляются в первой половине XVI века для суда по разбойным делам, отвлекая таким образом от суда кормленщиков значительную часть уголовных дел; дополнительные статьи к Судебнику царя Ивана Грозного прибавляют дела татиные, а по Уложению губные старосты ведают и дела убийственные. Таким образом в руках губных старост постепенно сосредоточивается почти вся уголовная власть. Но вместе с расширением их обязанностей происходит и превращение их в людей приказных.
По-прежнему они выбираются исключительно из грамотных дворян и детей боярских (преимущественно отставных) всеми людьми уезда, по-прежнему главная цель их деятельности — борьба с «лихим» элементом в области; но самые выборы их и устроение всего губного управления на земские средства и за земскою ответственностью становится мало-помалу не привилегией, а повинностью населения; правительство все более и более видит в губных старостах исполнителей самых разнообразных поручений в интересах государства, рассматривая их нередко как приказных людей.
Уложение царя Алексея, говоря об обязанностях воевод, прибавляет к ним и губных старост, так как последние уже по закону заменяют собою воевод там, где их почему-либо совсем нет или они временно отсутствуют из города.
Что правительство перестало смотреть на губное управление как на право земских людей, видно из того, что нередко оно поручало губные дела другой власти, например, воеводе или особому сыщику, присланному из Москвы, а губной староста принужден был порою браться за совершенно не принадлежащее ему дело измерения и отвода земли во владение (подобный пример встречается в неизданных столбцах Поместного приказа по Вологде).
Формально губные старосты были повсеместным учреждением; но на практике они имелись не везде, несмотря на указ 1627 года. В 1669 году была проведена реформа губных старост с целью разграничить компетенции учреждений местного управления. По «Новоуказным статьям о татебных, разбойных и убийственных делах» их полномочия были строго ограничены уголовными преступлениями; губные старосты, губные дьячки и тюремные сторожа в городах были подчинены сыщикам; институт губных целовальников был упразднен. По указу 1679 года губное дело было возложено на воевод, а институты губных старост и сыщиков ликвидировались. В 1684 году губные старосты были восстановлены и просуществовали до 1702 года.
Избранный в губные старосты «прямой душою и животом прожиточный человек», непременно грамотный (случаи назначения губного старосты правительством редки), являлся в Москву в Разбойный приказ, там приводился к присяге и получал губной наказ.
Число губных старост в губе и срок нахождения в должности не были строго определены законом, равно как не было строго определено их отношение к воеводам и сыщикам. За исправность прохождения службы старостою отвечал как сам он, так и избиратели («животами» губной староста отвечал вдвое тяжелее сравнительно с губными целовальниками). Губные старосты были подсудны Разбойному приказу.